# El Pino, delstaten Mexiko
El Pino är en ort i Mexiko, tillhörande La Paz kommun i delstaten Mexiko. El Pino ligger i den centrala delen av landet och tillhör Mexico Citys storstadsområde. Orten hade 8 332 invånare vid folkmätningen 2010.